# Fixerbad
Fixerbad är en kemikalieblandning som används i det sista steget i framkallningen av film eller papper. Fixeringsmedlet stabiliserar bilden och tar bort den oexponerade silverhalogen som finns kvar på fotografisk film eller fotografiskt papper, och lämnar kvar det reducerade metalliska silver som bildar bilden. Genom fixering är filmen eller papperet okänsligt för ytterligare ljusverkan. Utan fixering skulle den återstående silverhalogeniden mörkna och orsaka slöjbildning på bilden. Fixering uppnås vanligen genom att behandla filmen eller papperet med en lösning av tiosulfatsalt. Populära salter är natriumtiosulfat - vanligtvis kallad hypo - och ammoniumtiosulfat – vilka vanligtvis används i moderna snabba fixerbad.  
Fixering involverar dessa kemiska reaktioner (X = halid, typiskt Br−):
AgX  +  2 S2O32−    →   [Ag(S2O3)2]3−  +   X−
AgX  +  3 S2O32−    →   [Ag(S2O3)3]5−  +   X−
Förutom tiosulfat innehåller fixeringsmedlet vanligtvis milt sura föreningar för att justera pH och förhindra vidare verkan av spårmängder från framkallaren. Denna förening är ofta en alkalivätesulfit (bisulfit) som också tjänar till att konservera tiosulfatet. Fixerbad används för alla vanliga filmer, inklusive svartvita filmer, Kodachrome och kromogena filmer.